# Plante arvale
Une plante arvale (du latin arvalis, relatif aux champs cultivés) est une plante se développant de manière privilégiée dans les champs cultivés.
On distingue généralement les plantes arvales, qui poussent dans les champs cultivés, des plantes messicoles, spécifiquement liées aux cultures moissonnées (céréales, lin, colza). Les plantes rudérales, que l'on peut trouver dans les champs cultivés, n'y sont pas inféodées et peuvent également s'implanter dans les terres non cultivés (friches, chantiers, décombres).
De nombreuses plantes arvales sont identifiées dans l'ouvrage de Rozier, Chaptal et Thouin :
- Séneçon commun
- Mélampyre des champs
- Cameline
- Tabouret des champs
- Monnaie du Pape
- Capselle bourse-à-pasteur
- Moutarde des champs
- Géranium à feuilles rondes
- Coronille bigarrée
- Vesce à quatre graines
- Vesce commune
- Fumeterre officinale